# Andrographis echioides
Andrographis echioides är en akantusväxtart som först beskrevs av Carl von Linné, och fick sitt nu gällande namn av Christian Gottfried Daniel Nees von Esenbeck. Andrographis echioides ingår i släktet Andrographis och familjen akantusväxter. Inga underarter finns listade i Catalogue of Life.

## Bildgalleri

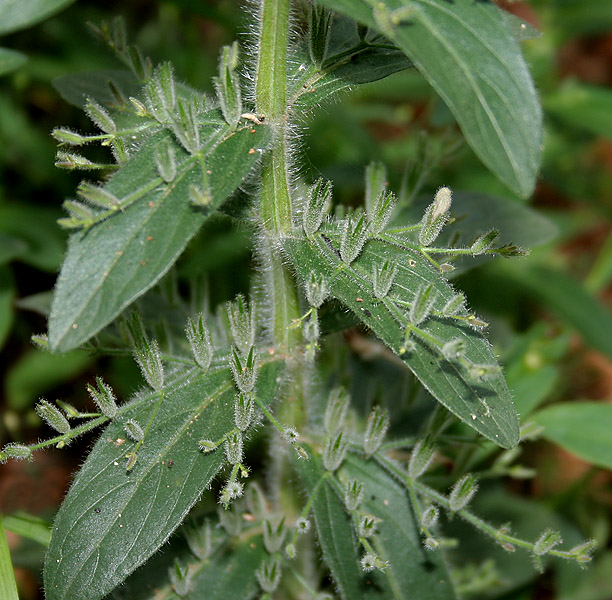
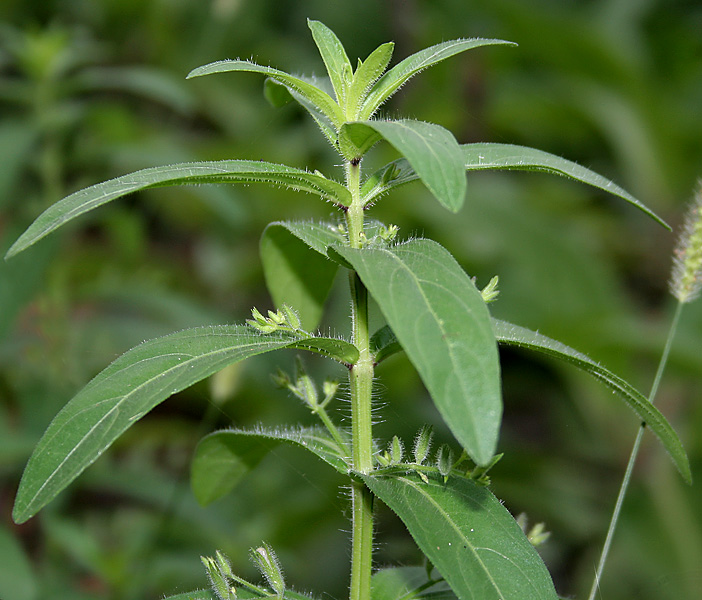
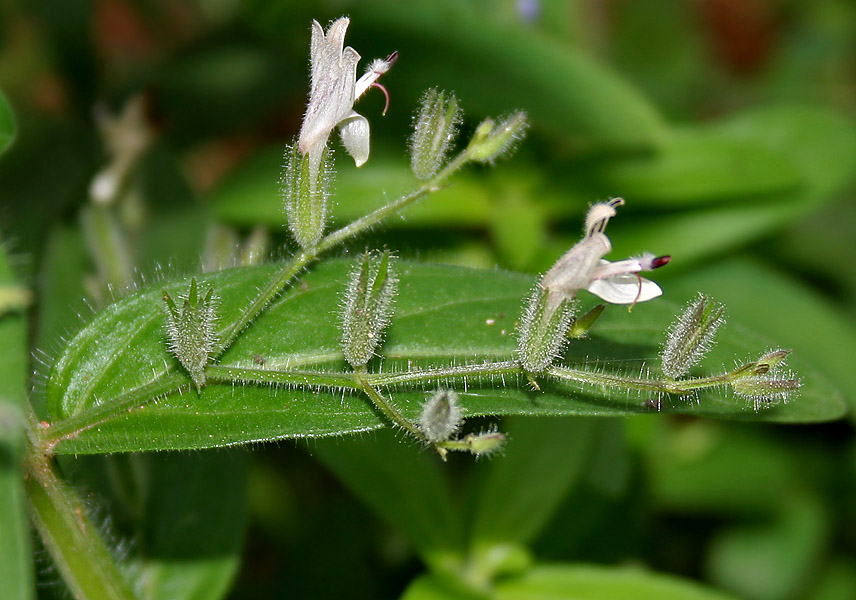